# Borrestil
Der Borrestil (oder Greiftierstil) ist eine vom 9. bis 10. Jahrhundert entstandene Stilphase der frühmittelalterlichen Kunst. Benannt ist sie nach der Ortschaft Borre in der norwegischen Kommune Horten. Kennzeichnend für den Stil sind  Tier- und Knotenornamente. Ihm folgt der Jellingestil.

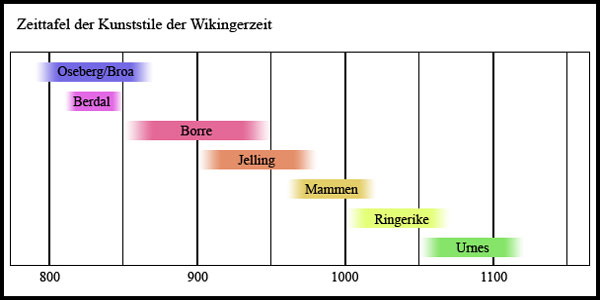
Kunststile der Wikingerzeit

Weitere, teilweise nur regional verbreitete Stilrichtungen Nordeuropas von der Völkerwanderungs bis zur Wikingerzeit sind:
- Stil I – III nach Bernhard Salin ab dem 5. Jahrhundert
- Vendelstil A-E nach G. Arwidson 7. bis 8. Jahrhundert entspricht den Gruppen II und III nach Bernhard Salin.
- Osebergstil vom 8. bis 9. Jahrhundert
- Berdalstil im 9. Jahrhundert, der erste eigene wikingerzeitliche Kunststil
- Jellingstil in der zweiten Hälfte des 10. Jahrhunderts
- Mammenstil im 11. Jahrhundert
- Ringerikestil vom 10. bis 11. Jahrhundert
- Urnesstil vom 11. bis 12. Jahrhundert

Die beiden letzteren kommen auch bei der Gestaltung frühchristlicher Irischer Bücher zum Einsatz und werden hier als Angelsächsisch-Germanisch sowie Keltisch-Irisch verstanden.

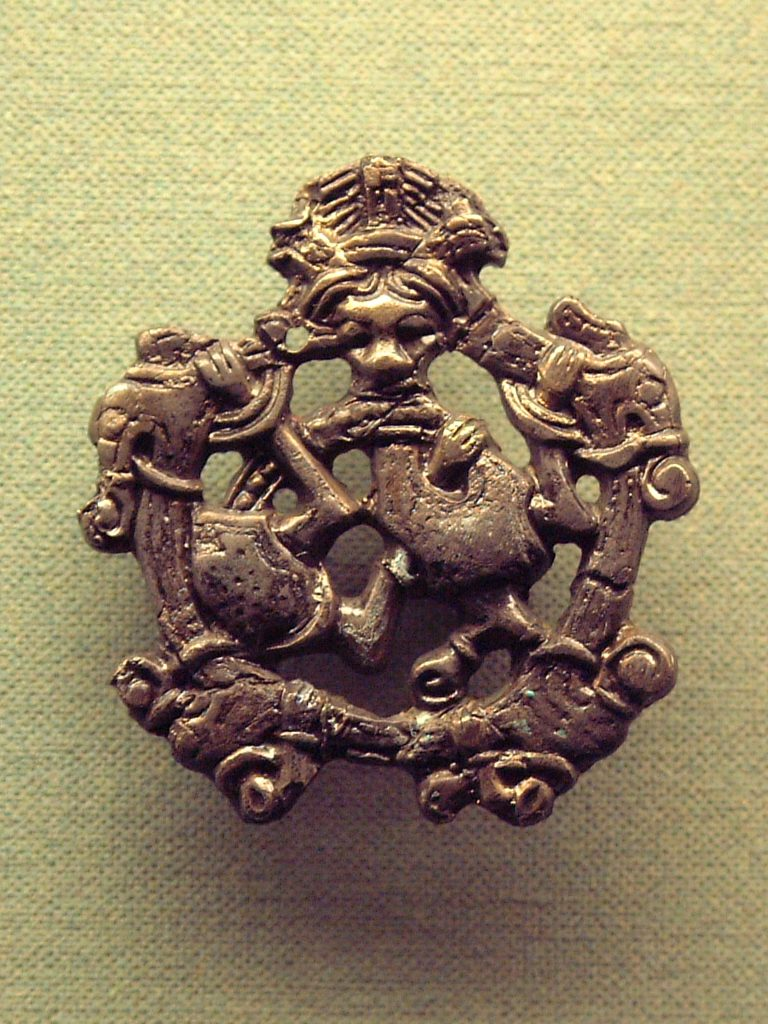
Gewandfibel im Borrestil. Haithabu, Schleswig-Holstein, Deutschland.
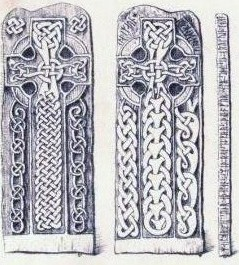
Steinkreuz mit für den Borrestil typischen Kettenmustern. Kirk Michael, Isle of Man.